# 수양동우회

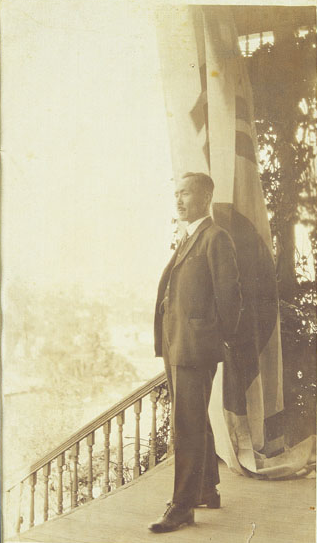
도산 안창호

수양동우회(修養同友會)는 일제강점기 조선에 결성된 교육, 계몽, 사회운동 단체이다. 흥사단의 자매 단체이며 안창호, 이광수, 주요한, 주요섭, 김동원 등에 의해 결성되었다.
1926년 1월 흥사단의 조선지부격인 수양동맹회와 동우구락부가 통합되어 출범하였고, 1937년 수양동우회 사건 이후 1938년 대규모로 체포, 구속되어 해체되었다. 수양동우회는 국내의 지식인들에게도 자극을 주어 흥업구락부, 청구구락부 등의 청년 단체들과 기독교계열 단체인 적극신앙단의 조직에 영향을 주었다.
1937년 6월 6일부터 8월 10일까지 경성지회 회원 및 경기도지회 회원 55명, 11월 평양선천지회 회원 93명, 1938년 3월 안악지회원 33명 등 총 183명이 체포되어 강제 해산되었다. 이 중 41명이 기소되고 나머지는 불기소상태로 재판을 받다가 1941년 11월 전원 무죄로 석방되었다.

## 결성과 통합

김동원

수양동우회는 1926년에 수양동맹회와 동우구락부가 통합하는 형식으로 결성되었다. 이어 흥사단계 국내 조직을 흡수해 나갔다. 수양동맹회는 흥사단 계열의 단체로 안창호와 밀접한 관계를 지녔다. 인적 구성은 안창호를 따르는 서북 지역 지식인들이 중심이 되었다. 지도 이념은 안창호의 무실역행(務實力行)이다.

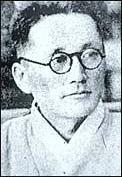
춘원 이광수
(동우회의 실질적인 운영자였다.)

안창호가 상하이에 머물 때 상하이의 청년들이 1920년에 흥사단 원동위원부를 조직했고, 경성부에서는 이광수가 수양동맹회를, 1923년에는 평양에서는 김동원 등 안창호가 설립한 대성학교 졸업생들과 신민회 출신들이 동우구락부를 조직했다. 언변에 뛰어났던 안창호는 미국내 한인 청년들을 설득하였고 그 중 조병옥, 장택상 등을 흥사단에 가입시키는데 성공했다. 그러나 조병옥 등과는 달리 장택상 등은 활동에 소극적이었다.
1926년 1월에 수양동맹회와 동우구락부가 흥사단 국내 조직 격으로 통합하여 수양동우회가 탄생했다. 주요 인물은 이광수와 주요한, 조병옥 등이다. 조병옥은 흥사단의 미국 조직의 간부급 인사이면서 수양동우회 미국 지부의 지도도 감독하였다.

## 활동
회원의 다수가 기독교가 먼저 전파된 서북 지역에서 기독교를 통해 개화 문물을 접했거나 변호사, 의사, 교육인, 목회자와 같은 전문 직업을 가진 지식인들이었다. 또한 실업인과 광산업자 등 자산가들도 다수 포함되었다.
수양동우회는 이상촌을 건설하는 농촌 운동을 전개하고 기관지 《동광(東光)》을 발행했다. 부르조아적 사회 운동을 추진했고, 조선의 독립에 대해서는 이광수를 중심으로 자치론적 입장에 기울어져 있었다. 기독교계 내부의 오랜 서북 대 기호 출신들의 갈등 속에 수양동맹회에 대항하여 기호 지역 지식인 중심으로 결성된 이승만의 흥업구락부와는 일종의 경쟁 관계였다.
1929년에 국외 조직인 흥사단과 국내 조직인 수양동우회를 통합하여 동우회로 개칭했다. 당시 회원은 82명이었다.

## 동우회 사건

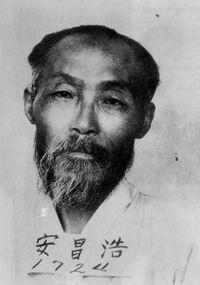
안창호 (1937.11.10)

식민 통치가 길어지면서 동우회로 개칭한 뒤에 눈에 뜨이는 활동이 없던 수양동우회는 1937년 중일 전쟁 발발 시점에 일본 제국이 일으킨 수양동우회 사건으로 와해되었다. 본격적인 전쟁 체제를 조성하기 위해 양심적 지식인 및 부르조아 집단을 포섭할 필요가 있던 일제가 수양동우회와 흥업구락부를 표적 수사한 것이다.
1937년 8월 서울에서 55명, 11월 평안도 지역에서 93명, 1938년 3월에는 황해도에서 33명 등 모두 181명의 동우회원들이 치안유지법 위반 혐의로 체포되었다. 이 가운데 41명이 기소되었다가 1941년 11월에야 무죄 석방되었다.
이 사건으로 검거된 회원들은 강제로 전향한 뒤 일제에 협력하게 되었다. 작곡가 홍난파, 장로교 목사 정인과, 의사인 이용설 등이 대표적이며, 중심 인물이었던 이광수와 주요한은 특히 극렬한 친일 행적을 보였다. 동우회는 1937년 해산되면서 보유 자금과 토지, 사무기구를 매각한 금액까지 긁어모아 국방헌금으로 납부했다.
윤치호는 조선총독부를 찾아가 수양동우회 사건 관련자들의 신원보증을 서주기도 했다. 그러나 이후 터진 흥업구락부 사건과 청구구락부 사건 관련자들의 신원보증까지 서 주면서 그는 궁지에 몰리기도 한다.

## 이후 사회에 끼친 영향

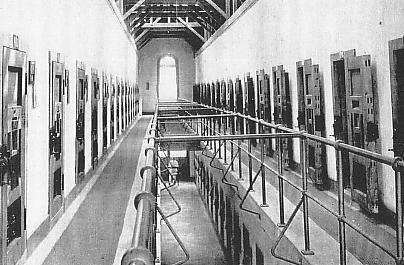
일제강점기의 서대문 형무소

구속 피체된 이 중 수양동우회와 흥사단의 지도자격인 안창호가 고문후유증으로 병사하였고, 작곡가 겸 지휘자 홍난파 역시 고문의 여독으로 병원에 입원했다가 곧 사망했다.
이 사건은 사회의 명망가와 지식인들 등 수 많은 독립운동가들을 친일로 전향시키기 위해 일제가 주도적으로 일으킨 일제강점기 후반의 대표적인 사건의 하나로, 이 때부터 명망있는 친일파가 대거 형성되어 사회적인 영향을 끼쳤고, 이는 역사에도 큰 영향을 끼쳤다.
민족분열 통치의 기폭제라고 봐야 할 것이며, 친일파 논란에서도 빠질 수 없는 사건이라고 할 수 있다. 안창호는 이 사건에 연루되어 출옥한지 얼마 안되어 다시 투옥되었고, 병보석으로 가출옥하였으나 얼마 안가 사망하였다.

## 같이 보기
| - 수양동우회 사건 - 흥사단 - 흥업구락부 - 청구구락부 - 안창호 - 이광수 - 이용설 - 윤치호 - 정인과 - 김동원 - 안병욱 - 유상규 | - 조만식 - 조병옥 - 주요섭 - 주요한 - 장면 - 장리욱 - 윤치영 - 허영숙 - 홍난파 - 현제명 - 차재명 - 김광업 |

## 참고자료
- 이이화 (2004년 5월 1일). 〈제3부 조선민족은 없다 - 4. 조국을 위하여〉. 《한국사 이야기 21 (해방 그날이 오면)》. 서울: 한길사. ISBN 8935651605.
- 이광수 (2000년 6월 30일). 《도산 안창호》. 서울: 범어사. ISBN 8908032061.